# Lijst van Nederlandse brouwerijen

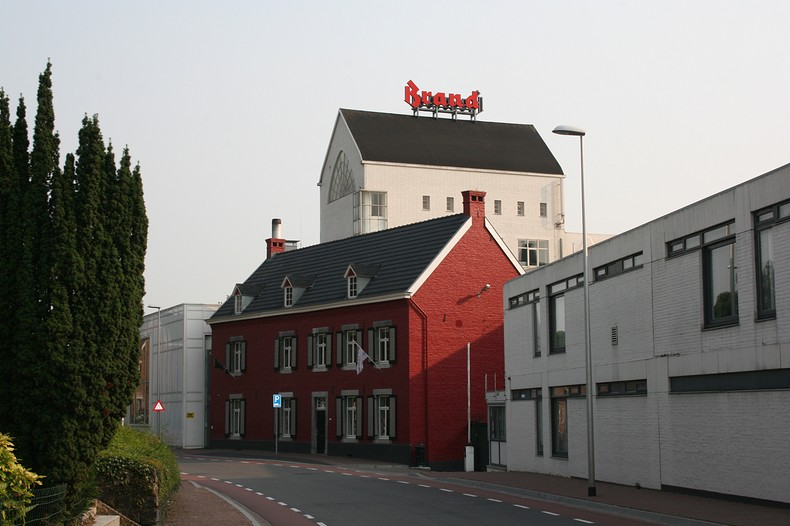
Brand Bierbrouwerij

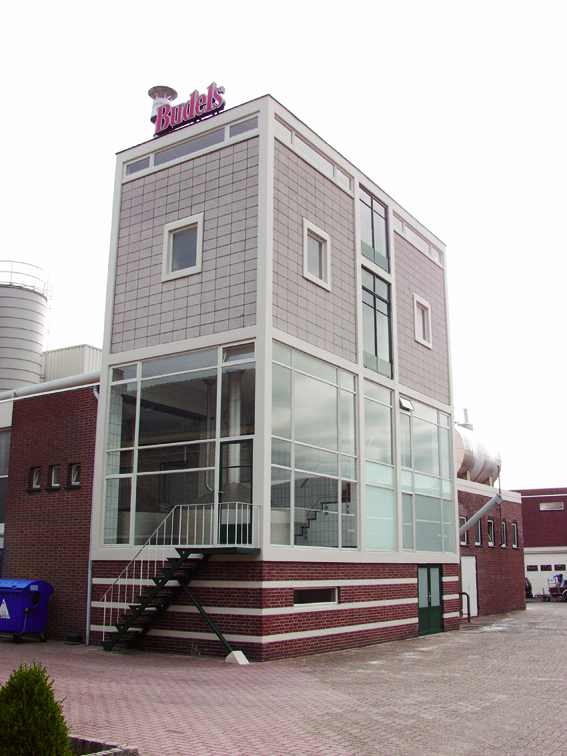
Budelse Brouwerij

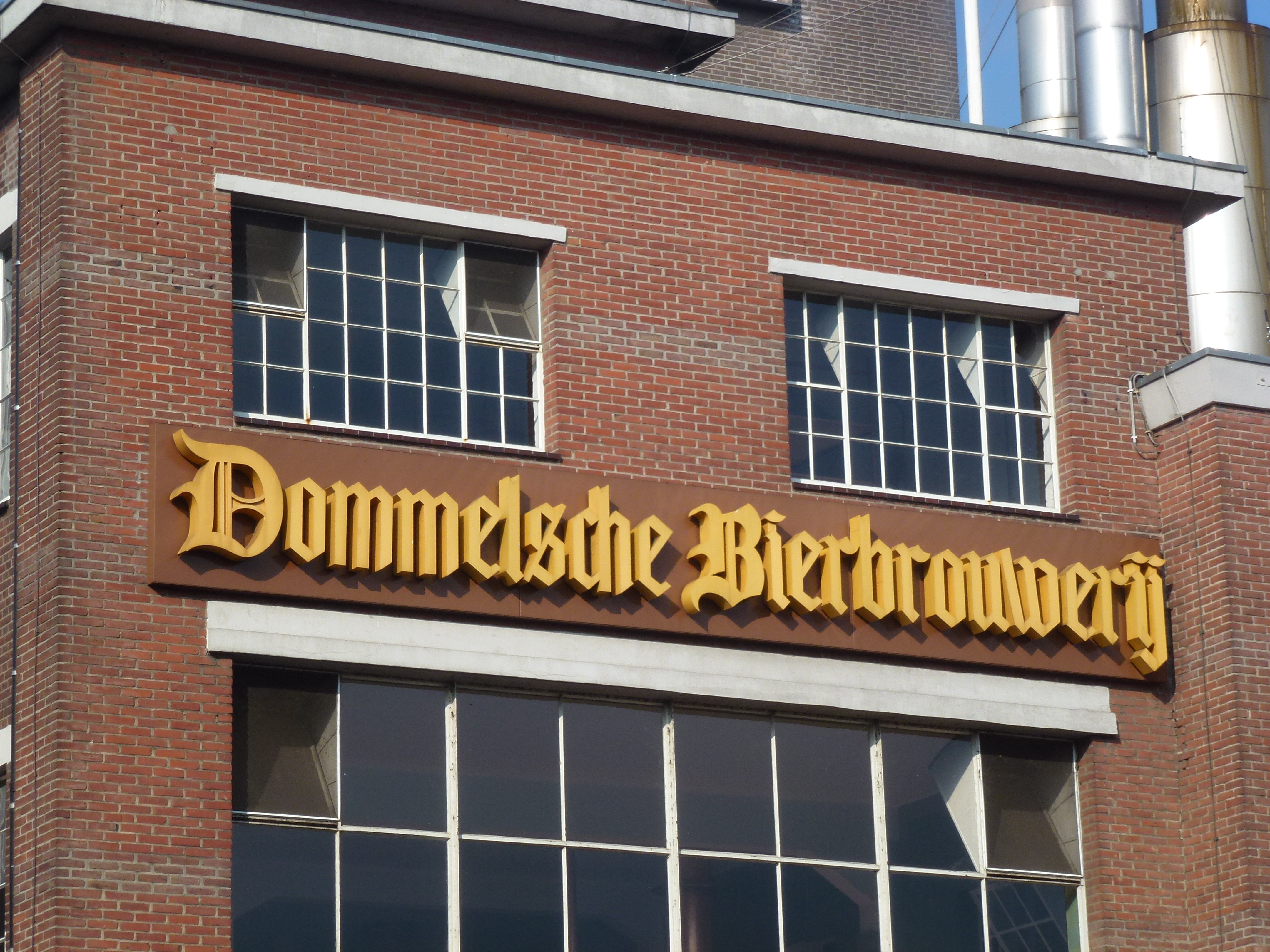
Dommelsch

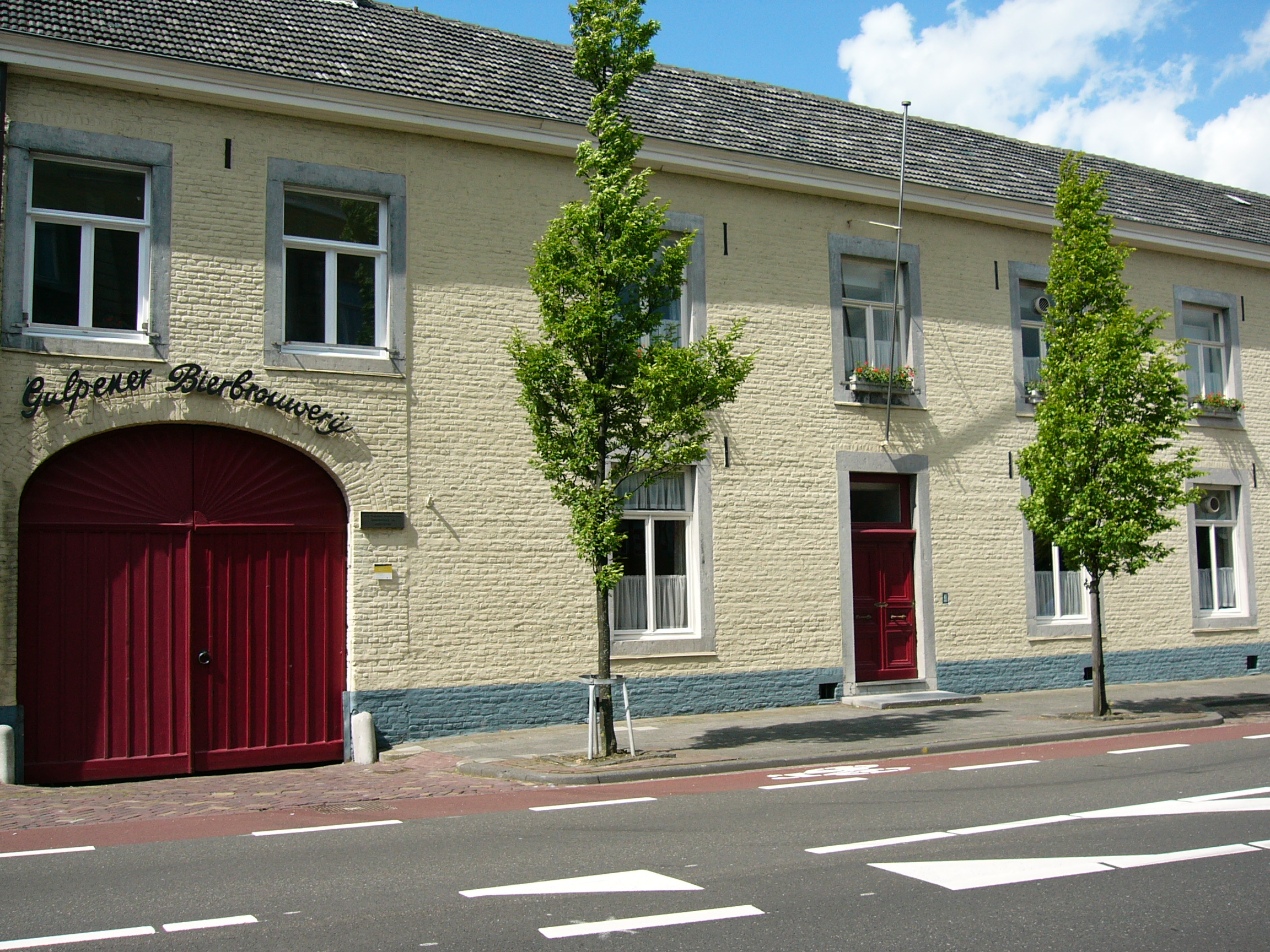
Gulpener

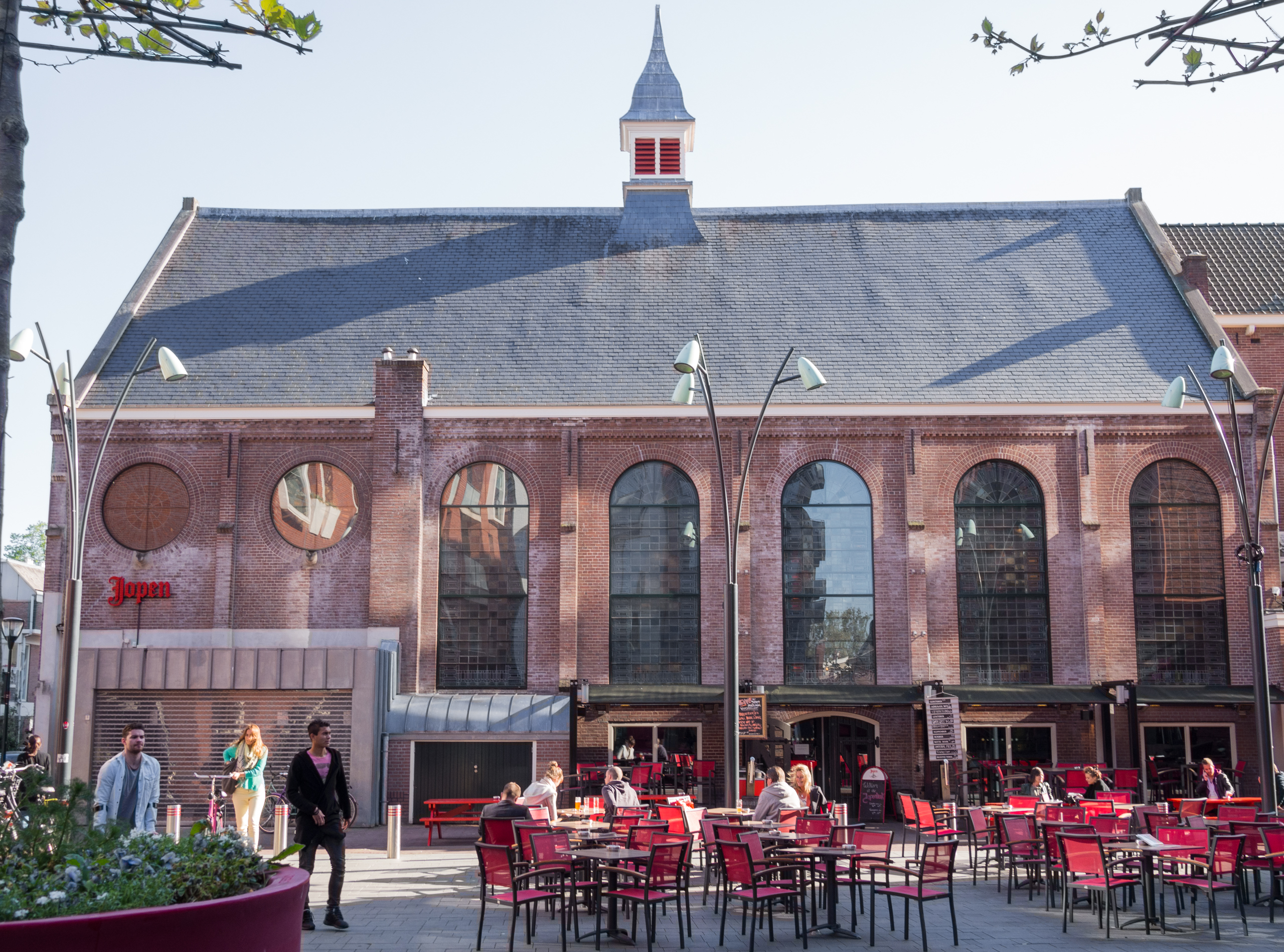
Brouwerij Jopen

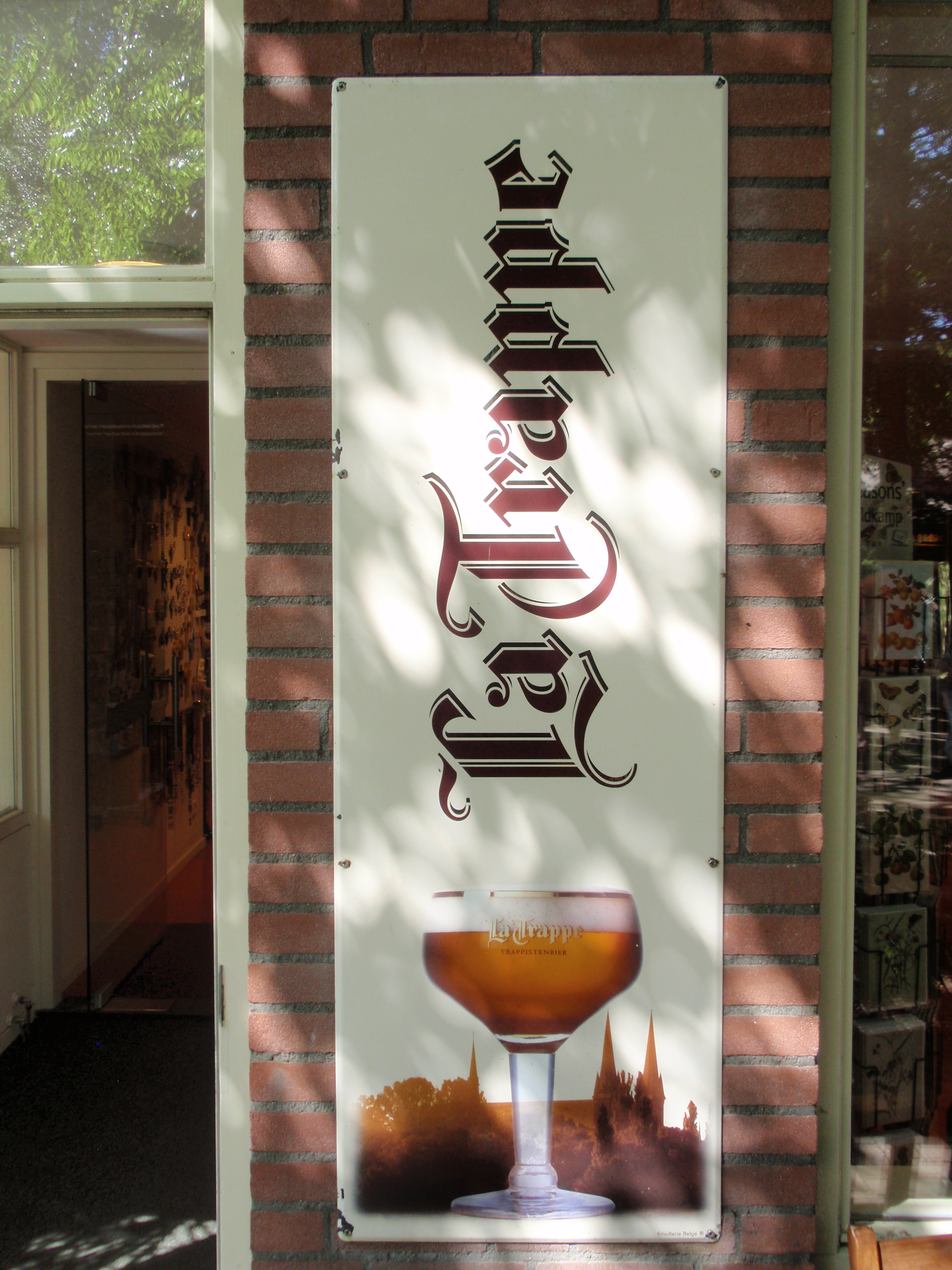
Koningshoeven

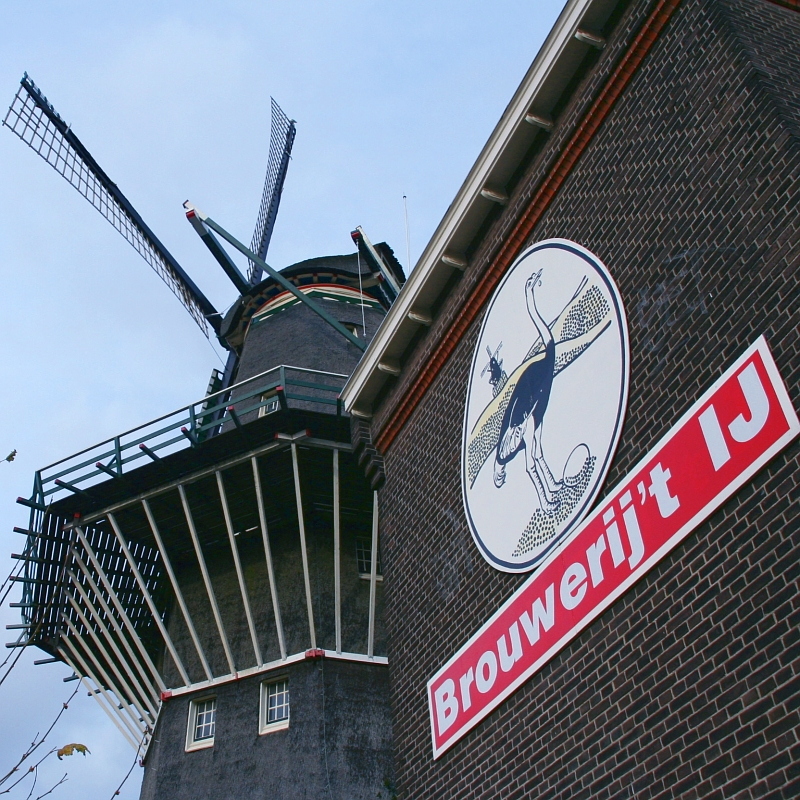
't IJ

Er zijn meer dan 689 actieve bierbrouwerijen en brouwerijhuurders in Nederland (stand juni 2021). Tien grote brouwerijen zijn verenigd in de overkoepelende organisatie Nederlandse Brouwers en zijn samen goed voor ongeveer 95% van de totale bierproductie in Nederland. Het overige percentage wordt geproduceerd door de resterende (veelal ambachtelijke kleine) dorps-, stads-, micro- en huisbrouwerijen. Deze zijn goed voor een 750-tal biermerken, meestal speciaalbieren van hoge gisting. Een honderdvijftigtal van deze kleine brouwerijen is verenigd in het collectief CRAFT.
```
Dit is een 
lijst van 
Nederlandse
 
brouwerijen
 
met een artikel op Wikipedia
```

## 0-9
- Brouwerij De 3 Horne - Kaatsheuvel
- Brouwerij De 7 Deugden - Amsterdam

## A
- Het Achterom - Apeldoorn
- Alfa Brouwerij - Schinnen
- Amelander Bierbrouwerij - Ameland
- Stadsbierbrouwerij Apeldoorn - Apeldoorn

## B
- Brouwerij Bavaria - Lieshout
- Brouwerij De Beyerd - Breda
- Bierfabriek - Amsterdam
- Bierbrouwerij De Boei - Texel
- Bronckhorster Brewing Company - Rha
- Brouwerij Bourgogne Kruis - Oosterhout
- Brand Bierbrouwerij - Wijlre
- Brouwerij Breugem - Zaandam
- De Brouwkamer - Baarn
- Budelse Brouwerij BV - Budel

## C
- Brouwerij Sint Christoffel - Breda

## D
- Brouwerij Dampegheest - Limmen
- Dommelsche Bierbrouwerij - Dommelen
- Speciaalbierbrouwerij Duits & Lauret - Utrecht-Vleuten

## E
- Brouwerij Egmond - Egmond-Binnen
- Brouwerij Emelisse - Goes

## F
- Brouwerij De Fontein - Stein
- De Friese Bierbrouwerij - Bolsward
- Brouwerij Frontaal - Breda

## G
- Gooische Bierbrouwerij - Hilversum
- Grolsch - Enschede
- Gulpener Bierbrouwerij - Gulpen

## H
- Heineken - Zoeterwoude/'s-Hertogenbosch
- Stadsbrouwerij De Hemel - Nijmegen
- Hengelosche Bierbrouwerij - Hengelo
- Hertog Jan Brouwerij - Arcen
- Brouwerij Heusden - Heusden
- Brouwerij Heyloo - Heiloo
- Bierbrouwerij Hoeksche Waard - Oud-Beijerland
- Brouwerij Hommeles - Houten
- Brouwerij Huttenkloas - Albergen

## I
- Brouwerij 't IJ - Amsterdam

## J
- Brouwerij Jopen - Haarlem

## K
- Kompaan Dutch Craft Beer Company - Den Haag
- Bierbrouwerij De Keyzer - Maastricht
- Brouwerij de Kievit - Zundert
- Brouwerij 't Koelschip - Almere
- Stadsbrouwerij van Kollenburg - 's-Hertogenbosch
- Koningshoeven - Berkel-Enschot

## L
- Brouwerij De Leckere - Utrecht-De Meern
- Brouwerij De Leeuw - Valkenburg
- Lindeboom Bierbrouwerij - Neer

## M
- Brouwerij Maximus - Utrecht-De Meern
- Brouwerij De Molen - Bodegraven
- Brouwerij Mommeriete - Gramsbergen
- Mongozo - Venray
- Muifelbrouwerij - Oss

## O
- Brouwerij Oersoep - Nijmegen
- Bierbrouwerij Oijen - Oijen (NB)
- Opener Bier - Dongen

## P
- Brouwerij De Prael - Amsterdam

## R
- Museumbrouwerij De Roos - Hilvarenbeek

## S
- Brouwerij De Schans - Uithoorn
- Brouwerij de Snor - Velp
- SpierBier Brouwerij - Mijdrecht
- Stadshaven  Brouwerij - Rotterdam
- Stanislaus Brewskovitch - Enschede
- SNAB - Purmerend

## T
- Tesselaar Familiebrouwerij Diks - Den Burg
- Texelse Bierbrouwerij - Oudeschild
- Tommie Sjef Wild Ales - Den Helder
- Brouwerij Troost - Amsterdam
- Twentse Bierbrouwerij - Hengelo

## U
- Brouwerij Uiltje - Haarlem

## V
- Beiersch Bierbrouwerij Van Waes-Boodts - Westdorpe

## W
- Stadsbrouwerij Wageningen
- Wispe Brouwerij - Weesp
- Witte Klavervier - Zwolle

## Z
- Zuyd Craft - Maastricht